# Rogationisten
Die Kongregation der Rogationisten des Herzens Jesu (lat.: Congregatio Rogationistarum a Corde Jesu, Ordenskürzel: RCJ) ist eine katholische Ordensgemeinschaft. Der Name der Gemeinschaft leitet sich vom lateinischen Wort rogare (= beten, erbitten) ab.
Die Rogationisten wurden 1897 vom heiligen Annibale Maria Di Francia (1851–1927) in Italien begründet und 1926 offiziell vom Papst als Kongregation anerkannt. Ihr gehören Priester und Laienbrüder an.
Die Spiritualität der Ordensgemeinschaft ist auf das Wort Jesu „Die Ernte ist groß, aber wenige sind der Arbeiter. Darum bittet den Herrn der Ernte, daß er Arbeiter in seine Ernte sende.“ (Mt 9,37–38 und Lk 10,2) zentriert. Wie der Name der Gemeinschaft schon anzeigt, spielt auch die Herz-Jesu-Verehrung eine große Rolle.
Derzeit (2006) unterhält der Orden Niederlassungen in Albanien, Italien, Polen, Spanien, Argentinien, Brasilien, Paraguay, in den USA, Ruanda, Kamerun, Südkorea, in Indien und auf den Philippinen.

## Generalsuperiore
- Gaetano Ciranni (1974–1986)
- Pietro Cifuni (1986–1998)
- Giorgio Nalin (25. Juli 1998–2. August 2010)
- Ângelo Ademir Mezzari (2. August 2010–21. Juli 2016)
- Bruno Rampazzo (seit 21. Juli 2016)